# Paramphinome trionyx
Paramphinome trionyx är en ringmaskart som beskrevs av Andre Intes och Le Loeuff 1975. Paramphinome trionyx ingår i släktet Paramphinome och familjen Amphinomidae. Inga underarter finns listade i Catalogue of Life.